# Красная книга Санкт-Петербурга
Красная книга Санкт-Петербурга — официальный документ, содержащий свод сведений о редких и находящихся под угрозой исчезновения видов грибов, растений и животных на территории Санкт-Петербурга. Региональный вариант Красной книги России.

## История

### Красная книга природы
Красная книга природы Санкт-Петербурга была издана в 2004 году. В создании книги в течение двух лет принимали участие учёные Биологического НИИ Санкт-Петербургского государственного университета, Ботанического института имени В. Л. Комарова, Зоологического института РАН, Института озероведения РАН, также помощь оказывало Министерство окружающей среды Финляндии.
Особенностями Красной книги природы Санкт-Петербурга являются небольшая территория охвата (около 1900 км²), представленная в основном городским ландшафтом, а также достаточно большое количество охраняемых водных и околоводных видов животных и растений.
Данная книга разделена на три части: первая включает описания участков местности, сохранивших естественные природные комплексы, вторая — животных, третья — растений и грибов. В неё включены 6 особо охраняемых природных территорий и 17 планируемых к созданию ООПТ, а также 164 вида животных и 124 вида растений и грибов.
Все присутствующие в книге виды разделены на восемь категорий, в зависимости от уровня угрозы их возможного исчезновения (используются цифровые обозначения, принятые в Красной книге России, а в скобках даются буквенные обозначения из IUCN Red List Categories):
- 0 (RE) — вероятно, исчезнувшие в регионе
- 1 (CR) — находящиеся на грани исчезновения
- 2 (EN) — исчезающие
- 3 (VU) — уязвимые
- 3 (NT) — потенциально уязвимые
- 3 (LC) — требующие внимания
- 4 (DD) — недостаточно изученные
- 4 (NE) — неопределенного статуса

Ответственный редактор: Носков Г. А.
Редакторы: Гагинская А. Р., Гельтман Д. В., Иванов В. Д., Ильинский И. В., Ковалев Д. Н., Ковалева Т. В., Конечная Г. Ю., Кривохатский В. А., Кудерский Л. А., Осипов Д. В., Рымкевич Т. А., Фокин И. М.

## Категории статуса редкости
Каждый вид отнесен к одной из 5 категорий статуса редкости:
- RE (0) — исчезнувший в регионе (regionally extinct). Таксон, который ранее был достоверно известен на территории Санкт-Петербурга, но в дальнейшем в течение длительного времени не был обнаружен в диком состоянии (период времени определяется экспертами для каждой группы организмов с учётом особенностей их биологии).
- CR (1) — находящийся на грани полного исчезновения (critically endangered). Таксон, численность и/или пределы распространения и местообитания которого сократились до уровня, при котором чрезвычайно высок риск его полного исчезновения в диком состоянии в ближайшее время.
- EN (2) — исчезающий (endangered). Таксон, численность и/или пределы распространения и местообитания которого сократились до уровня, при котором высок риск его исчезновения в диком состоянии или перемещения в категорию «находящийся на грани полного исчезновения» в случае непринятия адекватных мер охраны.
- VU (3) — уязвимый (vulnerable). Таксон, численность и/или пределы распространения и местообитания которого сократились до уровня, при котором весьма вероятен риск его исчезновения в диком состоянии  или перемещения в одну из вышеперечисленных категорий в случае непринятия адекватных мер охраны.
- NT (4) — потенциально уязвимый (near threatened). Таксон, редкий в силу особенностей своей биологии и/или требований к среде обитания, но в настоящее время не находящийся под угрозой исчезновения в дикой природе. Изменение условий существования может привести к перемещению в одну из вышеперечисленных категорий.